# 米倉昌賢
米倉 昌賢（よねくら まさかた）は、江戸時代中期の大名。武蔵国金沢藩4代藩主。六浦藩米倉家7代。官位は従五位下・長門守。

## 略歴
宝暦9年（1759年）6月27日、3代藩主・米倉昌晴の次男として誕生。
安永6年（1777年）12月に叙任し、天明5年（1785年）12月に父が死去したため、翌年に家督を継いだ。天明7年（1787年）2月に大坂加番、寛政元年（1789年）2月に半蔵門番、7月に大番頭となるが、寛政5年（1793年）に病を理由に辞任し、寛政10年（1798年）6月23日、死去。享年40。
跡を婿養子・昌由が継いだ。

## 系譜
父母
- 米倉昌晴（父）
- 田中氏 ー 側室（母）

正室
- 心珠院 ー 柳沢信鴻の娘

子女
- 清凛院 ー 米倉昌由正室、生母は心珠院（正室）
- 米倉昌胤室

養子
- 米倉昌由 ー 米倉昌盈の次男